# Terence Kongolo
Terence Kongolo, né le 14 février 1994 à Fribourg en Suisse, est un footballeur néerlandais, d'origine congolaise (RDC), qui joue au poste de défenseur au NAC Breda.

## Biographie

### Carrière en club

#### Feyenoord (2012-2017)
Kongolo commence le football au RVV Hillesluis avant de rejoindre les équipes jeunes du Feyenoord. Il commence la saison 2009-2010 avec les U16 mais il joue dès l'hiver suivant à plusieurs reprises avec les U17. Il joue dans cette catégorie les derniers mois de la saison en tant que défenseur central. 
Le 14 avril 2012, Kongolo fait sa première apparition en équipe première, rentrant en jeu face à l'Excelsior lors d'une victoire 3-0 en championnat. Son premier but intervient le 26 septembre 2012, en coupe, face au NEC (victoire 2-3).

#### AS Monaco (2017)
Le 3 juillet 2017, il s'engage pour cinq saisons avec l'AS Monaco, pour un montant estimé à 13 millions d'euros.

#### Huddersfield Town (2018-2020)
Peu utilisé durant ses premiers mois à Monaco, il est prêté six mois à Huddersfield Town. Performant avec le club anglais durant cette période, il est conservé l'été suivant et s'engage pour quatre ans, pour la somme de 20 millions d'euros.

### Carrière en équipe nationale
Avec les moins de 17 ans, il participe au championnat d'Europe des moins de 17 ans en 2011. Lors de cette compétition organisé en Serbie, il joue quatre matchs. Il se met en évidence lors de la finale, en inscrivant un but face à l'Allemagne, permettant à son équipe de l'emporter 5-2. Il dispute ensuite quelques semaines plus tard la Coupe du monde des moins de 17 ans qui se déroule au Mexique. Lors de ce mondial, il joue trois matchs. Avec un bilan d'un nul et deux défaites, les Néerlandais ne parviennent pas à dépasser le premier tour.
Avec les moins de 19 ans, il participe au championnat d'Europe des moins de 19 ans en 2013. Lors de cette compétition organisé en Lituanie, il joue trois matchs. Avec un bilan d'une seule victoire et deux défaites, les Néerlandais ne parviennent pas à dépasser le premier tour.
Avec les espoirs, il participe aux éliminatoires de l'Euro espoirs 2015, inscrivant un but face au Portugal en octobre 2014.
Le 17 mai 2014, il reçoit sa première sélection en équipe nationale A, lors d'une rencontre amicale face à l'Équateur (score : 1-1). Quelques semaines plus tard, il participe à la Coupe du monde 2014 organisée au Brésil. Lors de ce mondial, il ne joue qu'une seule rencontre face au Chili, en phase de poule. Il entre sur le terrain en toute fin de match, en remplacement de son coéquipier Dirk Kuyt. Les Néerlandais se classent troisième du mondial, en battant le Brésil lors de la « petite finale ».

## Statistiques
| Saison                | Club                     | Championnat           | Championnat | Championnat | Coupe nationale | Coupe nationale | Coupe de la Ligue | Coupe de la Ligue | Supercoupe | Supercoupe | Compétition(s) continentale(s) | Compétition(s) continentale(s) | Compétition(s) continentale(s) | Pays-Bas | Pays-Bas | Total | Total |
| Saison                | Club                     | Division              | M.          | B.          | M.              | B.              | M.                | B.                | M.         | B.         | Comp.                          | M.                             | B.                             | M.       | B.       | M.    | B.    |
| 2011-2012             | Feyenoord Rotterdam      | Eredivisie            | 1           | 0           | -               | -               | -                 | -                 | -          | -          | -                              | -                              | -                              | -        | -        | 1     | 0     |
| 2012-2013             | Feyenoord Rotterdam      | Eredivisie            | 5           | 0           | 2               | 2               | -                 | -                 | -          | -          | C1+C3                          | 1+0                            | 0                              | -        | -        | 8     | 2     |
| 2013-2014             | Feyenoord Rotterdam      | Eredivisie            | 17          | 0           | 1               | 0               | -                 | -                 | -          | -          | -                              | -                              | -                              | 2        | 0        | 20    | 0     |
| 2014-2015             | Feyenoord Rotterdam      | Eredivisie            | 31+2        | 0           | 1               | 0               | -                 | -                 | -          | -          | C1+C3                          | 2+9                            | 0                              | -        | -        | 45    | 0     |
| 2015-2016             | Feyenoord Rotterdam      | Eredivisie            | 29          | 0           | 6               | 0               | -                 | -                 | -          | -          | -                              | -                              | -                              | 1        | 0        | 36    | 0     |
| 2016-2017             | Feyenoord Rotterdam      | Eredivisie            | 23          | 1           | 3               | 0               | -                 | -                 | 1          | 0          | C3                             | 4                              | 0                              | -        | -        | 31    | 1     |
| Sous-total            | Sous-total               | Sous-total            | 108         | 1           | 13              | 2               | 0                 | 0                 | 1          | 0          | -                              | 16                             | 0                              | 3        | 0        | 141   | 3     |
| 2017-2018             | AS Monaco                | Ligue 1               | 3           | 0           | -               | -               | 1                 | 0                 | 1          | 0          | C1                             | 1                              | 0                              | -        | -        | 6     | 0     |
| Sous-total            | Sous-total               | Sous-total            | 3           | 0           | 0               | 0               | 1                 | 0                 | 1          | 0          | -                              | 1                              | 0                              | 0        | 0        | 6     | 0     |
| 2017-2018             | Huddersfield Town (prêt) | Premier League        | 13          | 0           | 4               | 0               | -                 | -                 | -          | -          | -                              | -                              | -                              | 1        | 0        | 18    | 0     |
| 2018-2019             | Huddersfield Town        | Premier League        | 32          | 1           | -               | -               | -                 | -                 | -          | -          | -                              | -                              | -                              | -        | -        | 32    | 1     |
| 2019-2020             | Huddersfield Town        | Championship          | 11          | 0           | -               | -               | -                 | -                 | -          | -          | -                              | -                              | -                              | -        | -        | 11    | 0     |
| Sous-total            | Sous-total               | Sous-total            | 56          | 1           | 4               | 0               | 0                 | 0                 | 0          | 0          | -                              | 0                              | 0                              | 1        | 0        | 61    | 1     |
| 2019-2020             | Fulham FC (prêt)         | Championship          | 1           | 0           | 1               | 0               | -                 | -                 | -          | -          | -                              | -                              | -                              | -        | -        | 2     | 0     |
| Sous-total            | Sous-total               | Sous-total            | 1           | 0           | 1               | 0               | 0                 | 0                 | 0          | 0          | -                              | 0                              | 0                              | 0        | 0        | 2     | 0     |
| Total sur la carrière | Total sur la carrière    | Total sur la carrière | 168         | 2           | 18              | 2               | 1                 | 0                 | 2          | 0          | -                              | 17                             | 0                              | 4        | 0        | 210   | 4     |

### Matchs internationaux
| Matchs internationaux de Terence Kongolo | Matchs internationaux de Terence Kongolo | Matchs internationaux de Terence Kongolo      | Matchs internationaux de Terence Kongolo | Matchs internationaux de Terence Kongolo | Matchs internationaux de Terence Kongolo | Matchs internationaux de Terence Kongolo                              |
|                                          | Date                                     | Lieu                                          | Adversaire                               | Résultat                                 | Compétition                              | Notes                                                                 |
| ---------------------------------------- | ---------------------------------------- | --------------------------------------------- | ---------------------------------------- | ---------------------------------------- | ---------------------------------------- | --------------------------------------------------------------------- |
| 1.                                       | 17 mai 2014                              | Amsterdam ArenA, Amsterdam, Pays-Bas          | Équateur                                 | 1 - 1                                    | Match amical                             | Titulaire et remplacé par Patrick van Aanholt à la 46e minute de jeu. |
| 2.                                       | 23 juin 2014                             | Arena Corinthians, São Paulo, Brésil          | Chili                                    | 2 - 0                                    | Coupe du monde 2014                      | Entre en jeu à la place de Dirk Kuyt à la 89e minute de jeu.          |
| 3.                                       | 13 novembre 2015                         | Cardiff City Stadium, Cardiff, Pays de Galles | Pays de Galles                           | 2 - 3                                    | Match amical                             | Titulaire.                                                            |
| 4.                                       | 31 mai 2018                              | Stade Antona Malatinského, Trnava, Slovaquie  | Slovaquie                                | 1 - 1                                    | Match amical                             | Entre en jeu à la place de Daley Blind à la 66e minute de jeu.        |

## Palmarès

### En club
- Feyenoord Rotterdam
  - Vainqueur de la Coupe des Pays-Bas en 2016
  - Champion des Pays-Bas en 2017

### En équipe nationale
- Pays-Bas -17 ans
  - Vainqueur du championnat d'Europe des moins de 17 ans en 2011
- Pays-Bas
  - Troisième de la Coupe du monde en 2014